# Bắn cung tại Đại hội Thể thao Đông Nam Á 1981
Bắn cung tại Đại hội Thể thao Đông Nam Á năm 1981 được tổ chức từ 10 đến 13 tháng 12 năm 1981 tại Manila Polo Club, Makati, Philippines. Chuơng trình thi đấu sử dụng hệ thống cung recurve tiêu chuẩn FITA, với các nội dung cá nhân 30 m, 50 m, 70 m và 90 m dành cho cả nam và nữ, cùng nội dung đồng đội tổng hợp theo từng cự ly.
Đoàn thể thao Indonesia giành vị trị nhất toàn đoàn với 7 huy chương vàng, xếp thứ hai là đoàn Thái Lan với 5 huy chuơng vàng.

## Tóm tắt kết quả

### Nam
| Nội dung     | Vàng              | Vàng      | Bạc                                           | Bạc   | Đồng              | Đồng  |
| ------------ | ----------------- | --------- | --------------------------------------------- | ----- | ----------------- | ----- |
| Cá nhân nam  | Donald Pandiangan | 1.240 pts | Bản mẫu:Country data Philippine Carlos Santos | 1.200 | Hendra Gunawan    | 1.199 |
| 30 m         | Donald Pandiangan | 679 pts   | Bản mẫu:Country data Philippine Carlos Santos | 677   | Hendra Gunawan    | 675   |
| 50 m         | Donald Pandiangan | 639 pts   | Bản mẫu:Country data Philippine Carlos Santos | 630   | Tatang Budiman    | 611   |
| 70 m         | Donald Pandiangan | 621 pts   | Hendra Gunawan                                | 604   | Banchoong Dosanee | 604   |
| 90 m         | Donald Pandiangan | 556 pts   | Vallop Pottaya                                | 529   | Carlos Santos     | 529   |
| Đồng đội nam | Indonesia         | 3.625 pts | Thái Lan                                      | 3.592 | Philippines       | 3.550 |
|              |                   |           |                                               |       |                   |       |

### Nữ
| Nội dung    | Vàng                  | Vàng      | Bạc                                   | Bạc   | Đồng                                           | Đồng  |
| ----------- | --------------------- | --------- | ------------------------------------- | ----- | ---------------------------------------------- | ----- |
| Cá nhân nữ  | Amornrat Kaewbadihoon | 1.223 pts | Nurfitriyana Saiman                   | 1.184 | Tokahuta                                       | 1.159 |
| 30 m        | Amornrat Kaewbadihoon | 646 pts   | Bản mẫu:Country data Philippine Ramos | 644   | Nurfitriyana Saiman                            | 635   |
| 50 m        | Amornrat Kaewbadihoon | 599 pts   | Jariya Jingjit                        | 575   | Christina Law                                  | 572   |
| 60 m        | Nurfitriyana Saiman   | 624 pts   | Amornrat Kaewbadihoon                 | 621   | Dhamayanti Adhidarma                           | 595   |
| 70 m        | Amornrat Kaewbadihoon | 607 pts   | Nurfitriyana Saiman                   | 572   | Bản mẫu:Country data Philippine Cherrie Valera | 552   |
| Đồng đội nữ | Thái Lan              | 3.532 pts | Indonesia                             | 3.455 | Philippines                                    | 3.385 |

## Bảng huy chuơng
| Hạng               | Đoàn               | Vàng | Bạc | Đồng | Tổng số |
| ------------------ | ------------------ | ---- | --- | ---- | ------- |
| 1                  | Indonesia (INA)    | 7    | 4   | 5    | 16      |
| 2                  | Thái Lan (THA)     | 5    | 4   | 2    | 11      |
| 3                  | Philippines (PHI)  | 0    | 4   | 4    | 8       |
| 4                  | Singapore (SIN)    | 0    | 0   | 1    | 1       |
| Tổng số (4 đơn vị) | Tổng số (4 đơn vị) | 12   | 12  | 12   | 36      |